# Озеро-Сосновка
Озеро-Сосновка — деревня в Троицком районе Челябинской области. Относится к Белозерскому сельскому поселению.

## География
Расположена в северо-восточной части района, на берегу небольшого озера. Рельеф — полуравнина (Зауральский пенеплен); ближайшая выс.— 202 м. Ландшафт — лесостепь; в окрестностях неск. озер: Алаккуль, Идрискуль, Сосновка, Травяное. О.-С. связана грунтовыми дорогами с соседними населенными пунктами. Расстояние до районного центра (Троицк) 60 км, до центра сельского поселения (с. Белозеры) — 23 км.

## История
Территория ныне занимаемая деревней, в начале 20 в. была отведена в качестве дополнительных наделов казакам пос. Есаульского (первая каз. заимка на озере заложена еще в 1881). 
В 1904 пост. воен. хоз. правления ОКБ поселение причислено к Ключевскому станичному юрту 3-го воен. отдела ОКВ Троицкого уезда Оренб. губ. с присвоением назв. пос. Озеро-Сосновский. По данным переписи, в 1920-х гг. поселок (Есаулка) относился к Березовскому сельсовету Каракульского района (Троицкий округ Урал. обл.); состоял из 38 дворов (220 жит., в осн. русские). Имелась школа. 
В 1930 организован колхоз «Ударник». Жители занимались жив-вом, выращивали зерновые итехнические культуры, в небольших объемах овощи и картофель. В 1959, после упразднения Каракульского р-на, дер. Сосновка вошла в состав Белозерского сельсовета. 
В 1965 по экон. причинам деревня с отделением птицеводч. совхоза «Песчанский» была причислена к Песчанскому сельсовету (образован в 1961) и тогда же в числе 18 населенных пунктов передана из Окт. в Троицкий р-н; с 1973 О.-С. (официально назв.) вновь в Белозерском сельсовете (выделился из Песчанского в 1971), в ней разместилось отделение совхоза «Белозерский» (ныне ООО «Белозерское»).

## Население
| 2002 | 2010 |
| ---- | ---- |
| 67   | ↘48  |

(в 1928 — 220, в 1959 — 355, в 1970 — 354, в 1983 — 128, в 1995 — 89)

## Улицы
- Заозерная улица
- Центральная улица